# Seznam dílů seriálu Sedmilhářky
Toto je seznam dílů seriálu Sedmilhářky.  Americký komediálně-dramaticky televizní seriál Sedmilhářky měl premiéru na stanici HBO.

## Přehled řad
| Řada | Díly | Premiéra v USA | Premiéra v USA    | Premiéra v ČR   | Premiéra v ČR     |
| Řada | Díly | První díl      | Poslední díl      | První díl       | Poslední díl      |
| ---- | ---- | -------------- | ----------------- | --------------- | ----------------- |
| 1    | 7    | 19. února 2017 | 2. dubna 2017     | 20. února 2017  | 3. dubna 2017     |
| 2    | 7    | 9. června 2019 | 21. července 2019 | 10. června 2019 | 22. července 2019 |

## Seznam dílů

### První řada (2017)
| Č. v seriálu | Č. v řadě | Původní název         | Český název              | Režie            | Scénář          | Premiéra v USA                               | Premiéra v ČR   |
| --- | --------- | --------------------- | ------------------------ | ---------------- | --------------- | -------------------------------------------- | --------------- |
| 1 | 1         | Somebody's Dead       | Někdo je mrtvý           | Jean-Marc Vallée | David E. Kelley | 19. února 2017                               | 20. února 2017  |
| Během školního večírku v Monterey dojde k vraždě jednoho ze zúčastněných, nicméně, ani vrah nebo oběť nejsou v epizodě odhaleny. Děj se vrací k prvnímu školnímu dni a k několika jeho účastnicím: Madeline, Celeste a Jane. Jane je ve městě nová a když odváží syna Ziggyho na první den ve škole, když na silnici narazí na Madeline, která si právě zvrtla kotník. Pomůže jí do auta a společně s Chloe, Madelininou dcerou, obě odveze ve svém autě. Tak se z obou matek stanou dobré přítelkyně a když se dostávají až ke škole, Madeline Jane představí svoji kamarádku, bývalou právničku a matku dvou synů Celeste. Madeline je cílevědomá a bohatá žena, podruhé vdaná. Z prvního manželství s Nathanem má dceru Abigail, z druhého s Edem dceru Chloe. Během prvního školního dne, kdy do školy nastupuje Chloe, se navíc setkává se svým bývalým manželem Nathanem a jeho novou rodinou: manželkou Bonnie a dcerou Skye. Právě s Bonnie má spory kvůli tomu, že starší dcera Abigail si s macechou rozumí více, než s vlastní matkou. Celestin život se na první pohled zdá být dokonalý, ale ona sama je nevyrovnaná, tichá a nervózní. S manželem Perrym žijí v luxusním domě a na první pohled tvoří dobrý pár, v soukromí se ale Perry chová násilně. Jane je velmi mladá, nesebevědomá a nervózní, podobně jako Celeste. Syna vychovává sama v menším příbytku. Po skončení prvního školního dne se rodiče vracejí vyzvednou své děti, když se jedna z dívek, Amabelle Klein, přizná, že ji jeden ze spolužáků škrtil a po naléhání matky Renaty ukáže na Ziggyho, Jaina syna. Ten vše popírá a Jane za ním stojí. Renata ale nesouhlasí a mezi oběma vypukne nepřátelství. |           |                       |                          |                  |                 |                                              |                 |
| 2 | 2         | Serious Mothering     | Odpovědné mateřství      | Jean-Marc Vallée | David E. Kelley | 24. února 2017 (online) 26. února 2017 (HBO) | 27. února 2017  |
| Perry je naštvaný ne Celeste, protože promeškal první školní den dvojčat Maxe a Joshe. Jane mezitím v okolí hledá práci: bez úspěchu. Madeline se zastává Jane a souhlasí s tím, že Ziggy je nevinný. Rozhodne se proto postavit proti Renatě a zakáže Chloe, aby navštívila Amabellinu narozeninovou oslavu, kam nepozvali Ziggyho. Ed je na Madeline navíc naštvaný, protože ona závidí svému bývalému manželovi Nathanovi a úmyslně vyvolává spory s Bonnie, která se ale ničím nenechá vyvést z rovnováhy. Ještě více ji naštve, když zjistí, že Bonnie vzala její starší dceru Abigail do Planned Parenthood (organizace, česky Plánované těhotenství). Nathan se pokusí spory urovnat, ale přitom mimoděk vyhrožuje Edovi, který se za Madeline postaví. Madelinina mladší dcera Chloe společně s Bonniinou dcerou Skye se rozhodnout urovnat svár mezi Ziggym a Amabellou, což vyústí v to, že jsou všichni jejich rodiče pozváni do ředitelny. |           |                       |                          |                  |                 |                                              |                 |
| 3 | 3         | Living the Dream      | Žít si svůj sen          | Jean-Marc Vallée | David E. Kelley | 5. března 2017                               | 6. března 2017  |
| Renata pořádá narozeninovou oslavu pro malou Amabelle, které je ale líto, že Chloe a několik dalších nepřijde kvůli konkurenčnímu boji mezi Renatou a Madeline, která je naštvaná, že Renata nepozvala na svoji oslavu i Ziggyho. Perry je naštvaný, protože mu Celeste neřekla o show, na kterou společně s Madeline jede a on nemůže jet s nimi, protože je jen omezený počet lístků. Spor vede k hádce a Perry začne škrtit Celeste a ta mu nakonec vyhrožuje, že od něj odejde. Renata se pokusí o smíření s Madeline – bez úspěchu. Ziggy ani Chloe tedy nakonec na oslavu nejdou. Madeline jde do divadla, kde se ale dozví, že město v čele se starostou nepodporuje jejich hru a neseženou dost peněz na to, aby ji mohli hrát. Školní psycholožka si k sobě zavolá Abigail a později zavolá i Madeline, aby přišla. Řekne jí, že u její dcery je patrný náhlý pokles prospěchu ve škole a že za to může stres, který doma zažívá. Doporučí proto, aby se Abigail přestěhovala k otci, Nathanovi, s čímž Abigail souhlasí. Perry s Celeste se objednají na terapii k doktorce Reismanové. Tam ale Celeste zapře, že by ji manžel někdy bil. Abigail si sbalí věci a odstěhuje se k Nathanovi a Bonnie, za což se Nathan Madeline omluví a ona to přijme. Jane musí se Ziggym za domácí úkol vypracovat rodokmen, s čímž jim přijede na pomoc Madeline. Ziggy se naštve, protože Jane řekne, že nezná jméno jeho otce. Když Ziggy uteče do svého pokoje, přizná Jane Madeline, že lhala a že Ziggyho otec se jí představil jako Saxon Banks a přestože nejdříve se zdál vtipný a příjemný, najednou se změnil a v hotelovém pokoji ji brutálně znásilnil. Nikdy ho ale nevyhledala a Madeline byla první, komu to řekla. |           |                       |                          |                  |                 |                                              |                 |
| 4 | 4         | Push Comes to Shove   | Šťouchnutí a rány        | Jean-Marc Vallée | David E. Kelley | 12. března 2017                              | 13. března 2017 |
| Abigail se stěhuje k Nathanovi a Bonnie. Celeste přijme Madelininu nabídku a zastupuje Ulici Q, díky čemuž je rozhodnuto, že se bude moct hrát. Zároveň zjišťuje, že práce právničky je pro ni důležitá a chce se k ní vrátit. Navštíví terapeutku Reismanovou a po příchodu domů jí Perry zakáže vrátit se do práce. Chce ji znovu napadnout, čemuž ale zamezí příchod Maxe a Joshe. Madeline vzpomíná na svůj poměr s vedoucím divadla Josephem. Po návratu domů si na internetu chce najít onoho Saxona Bankse, který by měl být otcem Ziggyho, najde ale jen Saxona Bakera a věří, že se záměrně Jane představil jinak a je to on. Své domněnky sdělí i Jane a Celeste a všechny tři se rozhodnou, že ho navštíví. Ve škole má učitelka podezření, že Amabellu stále někdo šikanuje, ta ale nikoho neobviní ani šikanu nepotvrdí. Ředitel přesto doporučí Jane, aby Ziggyho vzala k psychologovi. To Jane skutečně udělá a doktorka vyhodnotí Ziggyho jako jemného a tichého chlapce, který by nebyl schopný nikoho napadat, naopak, je pravděpodobné, že je sám obětí šikany. |           |                       |                          |                  |                 |                                              |                 |
| 5 | 5         | Once Bitten           | Když už tě jednou kousne | Jean-Marc Vallée | David E. Kelley | 19. března 2017                              | 20. března 2017 |
| Renata po skončení školy převléká svoji dceru Amabelle, když si všimne rány na jejím rameni. Amabelle nechce říct, kdo jí to udělal, ale Renata předpokládá, že Ziggy, a pohádá se kvůli tomu s manželem Gordonem. Madeline jde do divadla, kde se dozvídá, že hra Ulice Q byla schválena a bude se hrát. Joseph se ale chová chladně a distancuje se od ní. Když se pak vrací domů, zjišťuje, že Abigail přidala na Facebook fotku, kde se zmiňuje o „tajném projektu“. Volá Nathanovi, aby zjistila, o co jde, ten o tom ale netuší a Madelinině přehnané starostlivosti se vysmívá. Jane, Celeste a Madeline spolu sedí v kavárně, když Madeline zastaví Joseph a požádá ji, aby si s ním promluvila. Odjedou spolu autem, kde se Joseph snaží Madeline přesvědčit, že pro něj nebyl jejich milenecký vztah jen „úletem“, ale myslel to vážně. Madeline ho poprosí, aby ji odvezl zpět do kavárny, když do nich narazí jiné auto. Když Ed navštíví svoji manželku v nemocnici, má podezření, že mu Madeline lže a s Josephem se v autě nebavila o Ulici Q, jak všem řekla. Později se vrací do nemocnice za Josephem omluvit se a přizná se k tomu, že k němu cítila něco víc, než připouští. Setká se i s Tori, Josephovou manželkou. Celeste je doma a pohádá se s Perrym, protože ten si myslí, že syny rozmazluje. Perry Celeste napadne a vysype na ni krabici kostek. Pak odjíždí do Chicaga. Celeste se snaží zamaskovat rány od Perryho a k terapeutce jde sama. Ta odhalí, že Perry svoji manželku bije a Celeste to nakonec přizná. Jane přichází do ředitelny, kde se setkává s Renatou, která označila Ziggyho jako násilníka, který její dceru šikanuje, a začíná pochybovat o Ziggyho nevině. Sama se rozhodne navštívit Saxona Bakera, muže, který ji znásilnil. Když k němu ale dorazí, zjišťuje, že to není on, ačkoliv je útočníkovi velice podobný. |           |                       |                          |                  |                 |                                              |                 |
| 6 | 6         | Burning Love          | Horoucí láska            | Jean-Marc Vallée | David E. Kelley | 26. března 2017                              | 27. března 2017 |
| Jane se dozvídá, že po škole putuje petice za odchod Ziggyho a některé děti mají zakázáno si s ním hrát – přestože se skutečně neví, zda to je on, kdo Amabellu šikanuje. Jane přes okno zahlédne Renatu a když se jí na petici zeptá, Renata se jí vysměje a obě ženy se pustí do potyčky. Celeste je opět sama u terapeutky a ta jí radí, aby si našla byt a Perryho opustila i s dětmi. Radí jí i to, aby si, pro případ rozvodu a soudu o svěření dvojčat do péče, dokumentovala svá zranění. Jane navštíví Renatu, aby se jí omluvila za způsobená zranění a ta to přijímá. Krátce před premiérou Ulice Q se Perry na Celeste naštve a napadne ji. Ona v obraně vezme tenisovou raketu a udeří ho. Při vyšetření v nemocnici se pak dozvídá, že Perrymu nadvakrát zlomila močovou trubici a doma Perry své manželce vyhrožuje, že ji měl zabít. Další den si Celeste začne hledat byt. Premiéra Ulice Q je velmi úspěšná, v jejím závěru ale Tori, manželka Josepha, vyhledá Madeline a na rovinu se jí zeptá, zda s ním má milenecký vztah. Bonnie se dozvídá, co je Abbyin „tajný projekt“: chce na internetu vydražit své panenství jako reakci na sňatky a prostituci mladých dívek. Bonnie to řekne Nathanovi, který chce celý projekt zrušit, dokud ho ještě Abigail nespustila. Dojde k hádce. Na následující den je připravena večeře pro Bonnie a Nathana s Madeline a Edem. Nathan Madeline přizná, o co jde v Abbyině tajném projektu a to spustí další hádku a zkaženou večeři. Madeline jde za Abby a chce s ní mluvit o projektu, místo toho se jí svěří s tím, že podvedla Eda. Celeste koupí jeden z bytů v okolí a zařizuje si ho. |           |                       |                          |                  |                 |                                              |                 |
| 7 | 7         | You Get What You Need | Dostaneš, co potřebuješ  | Jean-Marc Vallée | David E. Kelley | 2. dubna 2017                                | 3. dubna 2017   |
| Perry bije Celeste a vyrazí jí dech, načež se jí omluví. Madelina odváží Chloe do školy a Ed zjišťuje, že Abigail svůj projekt nespustila. Když Madeline vyjde z domu, všimne si auta Josephovi manželky Tori a je si jistá, že neprojížděla kolem náhodou. Jde za Josephem a svěří se mu s obavami, že Tori o vztahu, který měli, ví. Celeste jde sama k terapeutce Reismanové a řekne jí o koupeném bytě a o tom, že až Perry znovu odjede na služební cestu, společně s dvojčaty se tam přestěhuje. Ziggy je nemocný, ale Jane si myslí, že to jen předstírá, protože nechce jít do školy, kde mají ostatní děti zakázáno hrát si s ním. Ziggy jí ale odpoví, že přátele ve škole má: mimo jiné i Amabellu Kleinovou. Nakonec přizná, že to byl Celestin syn Max, který celou dobu Amabellu šikanuje. Jane se v kavárně setká s Madeline, kde jí řekne, kdo Amabellu napadá a na místo dorazí i Gordon Klein. Začne Jane vyhrožovat, že pokud se přiblíží k Renatě, opatří si zákaz přiblížení. Jane se setká s Celeste a řekne jí i to, co prozradil Ziggy. Když pak Celeste dorazí domu, Max se přizná. Den se chýlí ke konci a školní charitativní večer se blíží. Zatímco Thomas vyzvedává Jane a míří tam spolu, Perry si přečte zprávu na Celestině mobilu a zjistí tak, že si koupila byt. V autě se jí snaží odchod rozmluvit a vše spravit, to ale Celeste nestačí a je rozhodnutá ho opustit. Ed si chystá své vystoupení a Madeline nesnese pomyšlení, že ho podvedla. Utíká na balkon, následovaná Jane, které vše řekne. Napětí mezi Edem a Nathanem vyvrcholí a Ed bývalého manžela své ženy napadne. Celeste řekne Renatě o tom, kdo Amabelle celou dobu šikanuje a Renata se tak vydá na balkon najít Jane, aby se jí omluvila. Celeste se mezitím snaží uniknout před Perrym a jde se schovat na balkon, netuší, že ji následuje Perry a za ním i Bonnie, které je Celestino chování podezřelé. Perry se snaží Celeste přesvědčit, aby se s ním vrátila k autu, v té chvíli ho ale Jane pozná: vidí v něm muže, který ji znásilnil a tedy i otce Ziggyho. Strhne se rvačka, během niž Perry napadne Celeste a v tu chvíli se objeví Bonnie a Perryho shodí z balkonu. Při pádu si propíchne krk železným hrotem a umírá. Následují záběry, ve kterých Celeste líčí, že jak ji Perry napadl a přepadl z balkonu, ale detektiv Quinlanová tuší, že všechny ženy lžou. Její kolega jí ale řekne, ať to nechá být a že nelze nic dokázat. Na následný pohřeb dorazí i Saxon Baker – Perryho bratranec. V dalším záběru Madeline, Celeste, Jane, Bonnie a Renata jdou i s dětmi po pláži, kde je někdo sleduje dalekohledem. |           |                       |                          |                  |                 |                                              |                 |

### Druhá řada (2019)
| Č. v seriálu | Č. v řadě | Původní název        | Režie         | Scénář                                                          | Premiéra v USA    | Premiéra v ČR     |
| ------------ | --------- | -------------------- | ------------- | --------------------------------------------------------------- | ----------------- | ----------------- |
| 8            | 1         | What Have They Done? | Andrea Arnold | námět: David E. Kelley a Liane Moriarty scénář: David E. Kelley | 9. června 2019    | 10. června 2019   |
| 9            | 2         | Tell-Tale Hearts     | Andrea Arnold | námět: David E. Kelley a Liane Moriarty scénář: David E. Kelley | 16. června 2019   | 17. června 2019   |
| 10           | 3         | The End of the World | Andrea Arnold | námět: David E. Kelley a Liane Moriarty scénář: David E. Kelley | 23. června 2019   | 24. června 2019   |
| 11           | 4         | She Knows            | Andrea Arnold | námět: David E. Kelley a Liane Moriarty scénář: David E. Kelley | 30. června 2019   | 1. července 2019  |
| 12           | 5         | Kill Me              | Andrea Arnold | námět: David E. Kelley a Liane Moriarty scénář: David E. Kelley | 7. července 2019  | 8. července 2019  |
| 13           | 6         | The Bad Mother       | Andrea Arnold | námět: David E. Kelley a Liane Moriarty scénář: David E. Kelley | 14. července 2019 | 15. července 2019 |
| 14           | 7         | I Want to Know       | Andrea Arnold | námět: David E. Kelley a Liane Moriarty scénář: David E. Kelley | 21. července 2019 | 22. července 2019 |